# チン・ギジュ
チン・ギジュ（朝: 진기주、1989年1月26日 - ）は、韓国の女優。ソウル特別市出身。FL ENT所属。身長170cm。

## 略歴
2014年にスーパーモデル選抜大会にてオリビア・ローレン賞を受賞し、芸能界デビュー。2015年にチェ・ジウ主演の連続テレビドラマ『2度目の二十歳』の大学生役で俳優としてデビューした。
家族は両親と姉がいる。中央大学校でコンピュータ工学を専攻し、芸能活動をする前は大企業に勤めたり、民放の記者見習い（インターン）を3か月ほど経験している。

## 出演作品

### テレビドラマ
- 2度目の二十歳（2015年、tvN） - パク・スンヒョン 役
- ポンダンポンダン 王様の恋（2015年、MBC） - ソヒョン／昭憲王后 役
- もう一度ハッピーエンディング（朝鮮語版）（2016年、MBC） - アン・スンス 役
- グッドワイフ〜彼女の決断〜（2016年、tvN） - ソン・ヒス 役
- 麗〜花萌ゆる8人の皇子たち〜（2016年、SBS） - チェリョン 役
- 仮面の王イ・ソン（2017年、MBC） - チェ・カンソ 役
- 水曜日午後3時30分（朝鮮語版）（2017年、SBS） - ソン・ウヌ 役[6]
- ミスティ〜愛の真実〜（朝鮮語版）（2018年、JTBC） - ハン・ジウォン 役
- ここに来て抱きしめて（朝鮮語版）（2018年、MBC） - ハン・ジェイ／キル・ナグォン 役[7]
- 初対面だけど愛してます（2019年、SBS） - チョン・ガリ 役[8]
- 人生最高の贈り物 〜ようこそ、サムグァンハウスへ〜（2020年-2021年、KBS） - イ・ビッチェウン 役[9]
- 今からショータイム(2022年)
- 偶然出会った、あなた（2023年、KBS） - ペク・ユニョン 役[10]

### 映画
- リトル・フォレスト 春夏秋冬（2018年） - チュ・ウンスク 役[11]
- 殺人鬼から逃げる夜（朝鮮語版）（2021年） - 主演：ギョンミ 役

## 受賞歴
- 第23回スーパーモデル選抜大会 - オリビア・ローレン賞（2014年）
- 第24回春史大賞映画祭 - 女性新人賞（2018年、『リトル・フォレスト 春夏秋冬』）
- KBS演技大賞 - 長編ドラマ部門 女性優秀演技賞（2020年、『オー! サムグァンビラ』）
- KBS演技大賞 - ベストカップル賞（2020年、『オー! サムグァンビラ』）